# Foreigner (album)
Foreigner je debitantski studijski album istoimenog englesko-američkog rock sastava. Album je objavljen 8. ožujka 1977. godine, a objavila ga je diskografska kuća Atlantic Records.
S albuma se izdvajaju četiri hita, među kojima su "Feels Like the First Time", "Cold as Ice" i "Long, Long Way from Home". Također se izdvajaju pjesme "Headknocker" i "Starrider", koje su jedne od rijetkih na kojem glavne vokale i glavnu gitaru izvodi gitarist i suosnivač sastava Mick Jones. 
Prvo miksanje albuma obavljeno je u Sarm Studiosu u Londonu, no grupa nije bila zadovoljna rezultatom pa je album ponovno miksan u Atlantic Recording Studiosu, a miksali su ga Mick Jones, Ian McDonald i Jimmy Douglass.

## Popis pjesama
Tekstovi i glazba: Mick Jones i Lou Gramm, osim "Long, Long Way from Home", koju su napisali s Ianom McDonaldom. 
| 1.    | »Feels Like the First Time« | 3:49 |
| 2.    | »Cold as Ice«               | 3:19 |
| 3.    | »Starrider«                 | 4:01 |
| 4.    | »Headknocker«               | 2:58 |
| 5.    | »The Damage Is Done«        | 4:15 |
| 6.    | »Long, Long Way from Home«  | 2:53 |
| 7.    | »Woman Oh Woman«            | 3:49 |
| 8.    | »At War with the World«     | 4:18 |
| 9.    | »Fool for You Anyway«       | 4:15 |
| 10.   | »I Need You«                | 5:09 |
| 38:46 |                             |      |

## Zasluge
Foreigner
- Lou Gramm – glavni vokali, udaraljke
- Mick Jones – glavna gitara, prateći vokali, glavni vokali (na pjesmama 3 i 7)
- Ian McDonald – gitara, prateći vokali, saksofon, klavijature
- Al Greenwood – klavijature, sintisajzer
- Ed Gagliardi – bas-gitara, prateći vokali
- Dennis Elliott – bubnjevi, prateći vokali

Dodatni glazbenici
- Ian Lloyd – prateći vokali

Ostalo osoblje
- Gary Lyons – produciranje, inženjer zvuka
- John Sinclair – produciranje
- Jimmy Douglass – pomoćnik inženjera zvuka, miksanje
- Michael Getlin – pomoćnik inženjera zvuka
- Kevin Herron – pomoćnik inženjera zvuka
- Randy Mason – pomoćnik inženjera zvuka
- Bob Defrin – omot albuma
- Alex Gnidziejko – ilustracije